# Eu e a Moto
Eu e a Moto é uma telenovela brasileira produzida e exibida pela RecordTV entre 30 de setembro de 1972 e 10 de março de 1973, em 140 capítulos, às 18h30, substituindo O Príncipe e o Mendigo e sendo substituída por Venha Ver o Sol na Estrada. Baseada no argumento de Roberto Freire, foi escrita por Amaral Gurgel, sob direção de Sílvio Zilber e Randal Juliano e direção geral de Myriam Muniz. Reinaugurou o horário das 18h30, pausado 6 meses antes, após O Príncipe e o Mendigo.
Conta com Ney Latorraca, Selma Egrei, Carlos Lyra, Karin Rodrigues, Zéluiz Pinho, Evaldo de Brito, Stella Freitas e Roberto Azevêdo nos papéis principais.

## Produção
Nilton Travesso, na época diretor de dramaturgia da Record, pediu ao psicanalista Roberto Freire, que fazia sucesso escrevendo o sitcom Gente como a Gente, para apresentar a sinopse que abordasse o universo dos jovens. Roberto inspirou-se pelas histórias de seus pacientes e também em um jovem chamado Saulo Prado, que conheceu durante uma reportagem sobre as baladas da Rua Augusta e era um motoqueiro. Nilton disse ao autor que a sinopse não tinha sido aprovada e não seria mais produzida, porém Roberto se surpreendeu ao ver as chamadas no ar sob autoria de Amaral Gurgel, processando Nilton depois disso.
A novela foi produzida com poucos atores conhecidos, sendo a maioria adolescentes revelações, que estavam passando pelas mesmas vivências dos personagens.

## Enredo
Narra as desventuras de um grupo de jovens apaixonados por motos e rock, liderados por Fernando, um rebelde sem causa que vive em conflito com os pais, Alberto e Felícia. Ele é apaixonado por Flor, campeã de rachas de moto e que nunca deu chance pro rapaz por gostar de Guilherme, um cantor de bossa nova culto e intelectual, totalmente diferente do grupo. Nesse universo, a discussão sobre drogas e perspectiva de futuro dos jovens.

## Elenco
| Ator/Atriz         | Personagem               |
| ------------------ | ------------------------ |
| Ney Latorraca      | Fernando Rockford        |
| Selma Egrei        | Flor de Laranjeira       |
| Carlos Lyra        | Guilherme                |
| Karin Rodrigues    | Felícia Rockford         |
| Zéluiz Pinho       | Alberto Rockford (Velho) |
| Evaldo de Brito    | Seu Saturnino Laranjeira |
| Stella Freitas     | Karina                   |
| Roberto Azevêdo    | Beto                     |
| Tácito Rocha       | Gil                      |
| Cristina Martinez  | Gabriela Rockford        |
| Isadora de Faria   | Mariana                  |
| Lourival Pariz     | Tonho                    |
| José Pagliano      | Rafael                   |
| Sérgio Melo        | Orlando                  |
| Walkíria Lobo      | Denise                   |
| Ricci Martinelli   | Ernesto                  |
| Themilton Tavares  | William                  |
| Yuki Yoshi         | Lee                      |
| Mieko Yoshimatsu   | Suki                     |
| Cacá Ferreira      | Sílvio                   |
| Luiz Cláudio       | Luiz                     |
| Pedro Paulo Garcia | Bruno                    |

Trilha Sonora
- Eu e a Moto - Original Som 4
- Minha Tereza - Original Som 4 com Bira